# 东北大学法学院
东北大学法学院（Northeastern University School of Law）是建立于1898年、附属于美国马萨诸塞州波士顿的东北大学的法学院。该法学院在2020年美国新闻与世界报道的法学院排名中排到第67名。

## 历史
东北大学法学院最早是大波士顿地区的基督教青年会建立的当地第一所夜校法学院。 
1904年学院正式命名为波士顿基督教青年会夜校法学院。
学院随后又开设了一些分校，但1942年都已关闭。 
1922年学院改为现名，并开始招收女生。
1956年因为学生变少和经营困难而关闭。
1968年学院重新开始运营。1969年终于取得美国律师协会的认证。